# 세계의 로펌
오늘날의 변호사 제도는 마그나 카르타가 공포된 시절인 13세기 영국에서 기원하며, 사무변호사는 19세기 영국이 기원이다.
로펌은 변호사로 구성되어 법률관련 서비스를 제공하는 회사를 말한다. 전문분야로 나뉘어 다양한 종류의 서비스와 자문을 한다. 세계적으로 영미권 로펌이 강세이며 규모도 매우 크며 세계 각지에 분포해 있다. 2014년 미국 로펌 레이섬 앤 왓킨스(Latham & Watkins)의 총매출액은 22억8500만달러(2조4264억원)이었고 영국 로펌 클리포드 찬스의 총매출액은 21억2550만달러(2조2570억원)였다.
영국 로펌은 한국의 자문 중심의 변호사에 해당하는 사무변호사가 소속 변호사의 대부분을 차지한다. 영국 런던 5대 대형로펌인 매직서클에 속하는 슬로터 앤 메이(Slaughter & May), 프레쉬필즈 브룩하우스 데링거, 클리포드 찬스, 링클레이터스, 알런 앤 오버리(Allen & Overy)가 일류 로펌들이다.
미국에는 수많은 대형로펌들이 있고 업무 분야와 지역마다 상위권 로펌들이 다르다. 몇몇 예를 들자면 뉴욕 기업법무(corporate practice) 분야 일류 로펌으로는 왁텔(Wachtell, Lipton, Rosen & Katz), 크라바스(Cravath, Swaine & Moore), 설리번 앤 크롬웰(Sullivan & Cromwell) 등이 있다. 송무(litigation) 분야에서는 윌리엄스 앤 코놀리(Williams & Connolly), 퀸 엠마누엘(Quinn Emanuel Urquhart & Sullivan), 보이스 실러(Boies, Schiller & Flexner) 등이 유명하다. 서스만 고드프리(Susman Godfrey)와 같은 소규모 송무 부티크(boutique) 로펌들도 명성이 높다. 지적재산권 분야에서는 이렐&마넬라(Irell & Manella)와 같이 전문 로펌도 유명하다. 현재 한국에 사무소를 두고 한국 기업 관련 업무를 하는 미국 로펌들은 클리어리 고틀립, 롭스 앤 그레이, 화이트 앤 케이스, 폴 헤이스팅스 등이 있다.
일본에서는 규모와 명성이 가장 높은 4대 로펌을 빅포(Big Four)라고 부른다. 앤더슨 모리(Anderson Mōri & Tomotsune), 모리 하마다(Mori Hamada & Matsumoto), 나가시마 오노(Nagashima Ohno & Tsunematsu), 니시무라&아사히(Nishimura & Asahi)가 빅포에 속하는 일본 대표 로펌들이다.
중국의 최상위권 로펌들은 레드서클이라고 부른다.
돈세탁 분야의 세계 최대 로펌들은 역외매직서클이라고 부른다.
고객층이 다국적 기업 및 다양한 정부/정부기관이며 전세계에 사무소가 있어 활동범위가 세계적인 미국계 혹은 영국계 로펌에서 근무하는 변호사를 '국제변호사'라고 언론에서 칭하는 경우가 많으나 이 호칭은 오해의 소지가 있이서 국내 변호사 자격증 없이 미국계 혹은 영국계 로펌의 서울 사무소에서 근무하는 외국 변호사를 '국제변호사'라고 표현하는 것은 법으로 금지되어 있다. 국내의 법원에서 고객을 변호할 수 없기 때문에 이러한 외국 변호사들의 공식적인 국내 호칭은 '외국법자문사'로 지정되어 있다. 

## 로펌 순위
일반적으로 로펌 명성의 평가 기준은 변호사 1인당 매출액 및 고객들과 법조계 내에서의 평판도이다. 로펌들의 주 고객인 기업, 금융기관, 정부기관들이 참고하는 세계 로펌들의 지역별, 업무 분야별 서열은 체임버스 앤 파트너스(Chambers & Partners)가 제공한다. 체임버스 앤 파트너스의 로펌 서열은 등급(band)으로 로펌들을 구분하며 고객들의 평가와 최근 업무실적을 토대로 로펌들을 평가한다. 미국 로펌들의 경우 어소시엇(associate) 변호사들 사이에서의 지역별, 업무분야별 및 종합 평판도 순위는 볼트(Vault)가 제공한다.

## 로펌과 미디어
로펌 관련 드라마 영화는 다음과 같다.
- 슈츠 (Suits)
- 로펌 (The Law Firm)
- 보스턴 리걸 (The Boston Legal)
- 개과천선 (MBC 드라마)
- 로펌 (SBS 드라마)

## 대한민국 진출 현황
미국 상무부 자료에 따르면 미국계 로펌이 대한민국 기업에 대해 올린 매출은 1억 200만 달러(약 949억 3140만원)에 달한다.
서울에 사무소를 두고 활동 중이거나 홍콩 사무소를 통하여 한국 관련 업무를 많이 하는 편인 다국적 로펌:
클리어리 고클립 스틴 앤 해밀턴 (미국)
- 포스코 한국 기업 최초 도쿄 증권거래소 상장
- 스탠다드 차타드 은행 제일은행 매입

심슨 대처 앤 바틀렛 (미국)
- LG필립스 최초 국내/뉴욕 동시상장
- 롯데쇼핑 국내/런던 동시상장

알런 앤 오버리 (영국)
- 싱가포르 국제금융거래소에 한국 기업상장

셔먼 앤 스털링 (미국)
- 지마켓 나스닥 상장

데이비스 폴크 앤 워드웰 (미국)
- 대우 홍콩 현지법인 지급보증 관련 제일은행에 대한 나쇼 이외이익 손해배상 청구 소송

링클레이터스 (영국)
- 현대차 체코 공장 건설, 마쿼리인프라 펀드 서울/런던 동시 상장

폴 헤이스팅스 (미국)
- 월마트 신세계 매각

시들리 오스틴 (미국)
- 한진중공업 필리핀 수비크 조선소 건립

베이커 앤 맥켄지 (미국)
- 포스코 인도 오리시 제철소 건립